# Яструб-крикун
Яструб-крикун (Melierax) — рід хижих птахів родини яструбових (Accipitridae). Всі представники роду мешкають в Африці. Вони вирізнаються своїми мелодійними криками.

## Види
Рід містить 3 види:
- Melierax metabates — яструб-крикун темний
- Melierax canorus — яструб-крикун світлий
- Melierax poliopterus — яструб-крикун сірий